# The Phoenix Foundation
The Phoenix Foundation – nowozelandzki zespół grający indie rock założony w roku 1997 przez trójkę szkolnych przyjaciół: Conrada Wedde, Samuela F. Scotta i Łukasza Budę. Skład grupy z czasem powiększył się do sześciu członków. Przez wiele lat grali w składzie: Samuel Flynn Scott (wokal, gitara), Łukasz Buda (wokal, gitara), Conrad Wedde (gitara), Will Ricketts (perkusja), Richie Singleton (perkusja) oraz Warner Emery (bas). W 2010 roku Warner opuścił zespół i został zastąpiony przez Toma Callwood.
Jeszcze przed wydaniem pierwszego albumu w 2004 The Phoenix Foundation zyskali sławę i uznanie w swoim kraju. Reszta świata poznała zespół w 2007 roku przy okazji promocji pierwszego filmu Taiki Waititi Orzeł kontra rekin, do którego zrobili ścieżkę dźwiękową.
Mając obecnie na swoim koncie cztery albumy, trzy EP oraz ścieżki dźwiękowe do dwóch filmów, The Phoenix Foundation przygotowuje się do pierwszego tournée po Europie promujące ich ostatni album, Buffalo.

## Historia

### Wczesne lata iChina Cove
Zespół został założony przez Conrada Wedde, Samuela F. Scotta i Łukasza Budę w 1997 roku, podczas gdy jeszcze byli uczniami Wellington High School w Nowej Zelandii. W 2001 roku przyłączyli się do nich Tim Hansen (gitara basowa), Richie Singleton (bębny) i Will Ricketts (perkusja). Zespół zaczerpnął swoją nazwę od fikcyjnej organizacji z popularnego serialu telewizyjnego MacGyver.
Po wspólnym graniu przez kilka lat, zespół wydał China Cove EP.

### Horsepower
Ich pierwszy album Horsepower został wydany przez Capital Recordings w połowie 2003 roku i został przyjęty przez krytyków z wielkim entuzjazmem odnosząc spory sukces. Horsepower zawierał takie single jak „This Charming Van” oraz „Let Me Die A Woman”, które bardzo często pojawiały się na falach nowozelandzkich niezależnych stacji radiowych, takich jak 95bFM i RDU-FM.

### Pegasus
Drugi album zespołu The Phoenix Foundation Pegasus został wydany na początku 2005 roku i ponownie zespół otrzymał dalsze pochwały. Album spotkał się z komercyjnym sukcesem, ostatecznie zdobywając za sprzedaż w Nowej Zelandii status Złotej płyty. Pegasus został wydany w Australii przez Remote Control Records w październiku 2006 roku.
Warner Emery zastąpił na basie Tima zanim jeszcze album został nagrany.
W 2005, the Phoenix Foundation koncertowali razem z Finn Brothers, a także mieli swoją własną trasę koncertową, podczas której wystąpili w The Opera House w Wellington oraz St. James Theatre w Auckland.
W czerwcu 2005 roku producent Jet Jaguar zremiksował niektóre piosenki z albumu Horsepower i umieścił je na swojej stronie. Można je stamtąd pobrać za darmo.
Luke Buda był pierwszym członkiem zespołu, który wydał swój materiał solowy. Jego EP The C-Sides wydana w 2003 roku spotkała się nieskromnymi pochwałami ze strony krytyków w lokalnych recenzjach muzycznych. Nagrania zawierają jeden ze starszych utworów wykonywanych na żywo przez The Phoenix Foundation, „Television Songs”. Zarówno Łukasz Buda jak i Samuel Flynn Scott obaj wydali albumy solowe w 2006. Special Surprise Łukasza zostało wydane przez Arch Hill Recordings i prezentuje jego zamiłowanie do synth popu oraz pięknie rzeźbionych melodii. The Hunt Brings Us Life, solowy album Sama został wydany przez Loop Recordings Aot(ear)oa. Utwory utrzymane są bardziej w stylu ramshackle niż muzyka The Phoenix Foundation i bardziej zagłębiają się w Americana niż piosenki Scotta znajdujące się na Pegasus.

### Happy Ending
Zespół nagrał oryginalną ścieżkę dźwiękową do filmu Taiki Waititi Orzeł kontra rekin na początku 2006 roku. Film miał swoją światową premierę podczas Sundance Film Festival w 2007 roku pod marką wytwórni Miramax.
Zespół podpisał umowę z Amerykańską wytwórnią Young American Recordings i pierwszym albumem wydanym w Stanach Zjednoczonych był Horsepower, wypuszczony 13 marca 2007 roku.
The Phoenix Foundation wydali Happy Ending, swój trzeci album, w Nowej Zelandii we wrześniu 2007 roku. Płyta została wydana przez nowozelandzkie wydawnictwo Flying Nun Records i zawiera singiel „Bright Grey”.
Po wydaniu Happy Ending, Scott i Buda ponownie zagłębili się w solowe projekty. W 2008 Scott wydał album Straight Answer Machine pod nazwą Samuel F. Scott and the B.O.P., a Buda wydał Vesuvius. Wedde również wydał swój debiutancki album solowy, Bronze. W 2009, Scott i Buda skomponowali ścieżkę dźwiękową do filmu Separation City, napisanego przez ojca Scotta, znanego karykaturzystę Toma Scotta. Również w 2009, kolejni członkowie zespołu wydali debiutanckie solowe albumy: Ricketts wydał John Dryden pod pseudonimem Wild Bill Ricketts, a Singleton przybierając nazwę Rebel Peasant wydał The Walls of the Well.
The Phoenix Foundation grali w suporcie podczas trasy koncertowej Split Enz w 2008 roku.

### Buffalo
Materiał, który The Phoenix Foundation zebrali między wydaniem Happy Ending a Buffalo był wystarczająco duży, aby jeszcze wydać EP Merry Kriskmass w grudniu 2009 roku. Płyta zawiera piosenki bardziej humorystyczne, które, według członków zespołu nie bardzo pasowałyby atmosferą do nowego albumu.
Czwarty album The Phoenix Foundation pod tytułem Buffalo został wydany 26 kwietnia 2010 roku. Po raz pierwszy w historii zespołu, album został wydany również wersji winylowej. Jest też możliwość zakupu albumu w wersji cyfrowej, do której jest dodany EP The Do Son.
Po sukcesie jaki odniósł pierwszy film Taiki Waititi, Orzeł kontra rekin, The Phoenix Foundation skomponowali również muzykę do drugiego filmu fabularnego tego samego reżysera, Boy z 2010 roku.
Warner Emery opuścił zespół w przyjaznej atmosferze po nagraniu Buffalo. Został zastąpiony przez Toma Callwooda, który już wcześniej zagrał na podwójnym basie na EP Merry Kriskmass w utworze „Forget It”, oraz na wiolonczeli na Happy Ending.
Pod koniec września 2010 The Phoenix Foundation ogłosili podpisanie umowy z brytyjskim niezależnym wydawnictwem Memphis Industries, które zajęło się światowym wydaniem ich wielokrotnie nagrodzonego albumu na początku roku 2011. Aby wesprzeć promocję płyty, zespół koncertował w Wielkiej Brytanii i Europe w styczniu i lutym i powrócił na dłuższą trasę od maja do lipca. Buffalo zostało przyjęte bardzo dobrze przez krytyków. Brytyjska gazeta The Guardian oceniła album na 5 gwiazdek.
Zespół wystąpił na żywo w programie telewizji BBC ‘Later with... Jools Holland‘ 25 października. Był to ich debiut w brytyjskiej telewizji. The Phoenix Foundation zagrał dwa utwory, „Buffalo” oraz „Flock of Hearts”. Album został zakwalifikowany do nagrody muzycznej Taite Music Prize.
W międzyczasie, Will Ricketts pracował nad swoim drugim solowym albumem, West Wind, który wydał 3 października 2011.

### Fandango
Piąty album The Phoenix Foundation Fandango zostanie wydany 26 kwietnia w Nowej Zelandii i Australii przez Universal, 29 kwietnia w Wielkiej Brytanii i Europie przez Memphis Industries. Zespół ponownie odwiedzi Wielką Brytanię i Europę w maju i czerwcu w celu promocji nowego albumu.
Podwójny album Fandango został nagrany w przeciągu 15 miesięcy w czterech studiach nagraniowych, między innymi w Roundhead Studios Neila Finn. Zmiksowaniem albumu zajął się wieloletni współpracownik zespołu, Lee Prebble z The Surgery.
Dwóch różnych perkusistów wzięło udział w sesji nagraniowej Fandango. We wrześniu 2012, The Phoenix Foundation poinformowało, że Richie Singleton, który był w zespole przez 12 lat, opuszcza grupę, aby skupić się bardziej na swojej pracy ekologa. Wkrótce po tym jego miejsce zajął Chris O’Connor.
The Phoenix Foundation nagrali covery do dwóch kompilacji. Pierwsza piosenka zespołu Fleetwood Mac „Don't Stop" znalazła się na dodatku muzycznym magazynu MOJO Rumours Revisited (Numer 230, styczeń 2013), natomiast druga, utwór Tima Hardin „Don't Make Promises You Can't Keep” na płycie Reason To Believe - The Songs Of Tim Hardin. Ten drugi album wydawnictwa Full Time Hobby został wydany 28 stycznia 2013 i otrzymał bardzo pozytywne recenzje. Obecnie „Don't Make Promises You Can't Keep” jest regularnie grany przez stację BBC 6 Music.

## Nagrody
The Phoenix Foundation zaczęli zdobywać nagrody wraz z piosenką „The Drinker”, która zdobyła tytuł Najlepszej Niewydanej Piosenki podczas nagród bNet Awards 2002. Ich pierwszy album, Horsepower był jednym z najbardziej uznanych albumów w Nowej Zelandii w 2003. Był on jedynym albumem nominowanym do nagrody za Najlepszy Album zarówno do Vodafone New Zealand Music Awards (znanych również jako the Tuis) oraz the bNet Awards. Był również nazwany Najlepszym Albumem Nowozelandzkim 2003 przez nzmusic.com i jedynym albumem nowozelandzkim, który znalazł się na liście 10 najlepszych albumów 2003 sporządzonym przez Nicka Bollingera dla czasopisma New Zealand Listener.
Teledysk do pierwszego singla z tego albumu „Let Me Die A Woman” został zrobiony przez Richarda Bella i zdobył nagrodę 'Knack Award' (najlepsze wideo zrobione poniżej 5000 dolarów) podczas NZ Kodak Music Clip Awards w 2003 roku. Kolejny teledysk do „Going Fishing”, również wyreżyserowany przez Richarda Bella, ponownie zdobył nagrodę 'Knack Award' podczas NZ Kodak Music Clip Awards w 2004 roku jak również nagrodę za Najlepszą Kinematografię podczas rozdania nagród Handle The Jandal Awards 2004. Drugi album zespołu Pegasus był nominowany do NZ Music Awards i osiągnął status Złotej płyty ze sprzedaży w Nowej Zelandii. Natomiast piosenka z tego albumu „Damn the River” zdobyła nagrodę Najlepszej Piosenki Pop podczas bNet Awards 2006.
Happy Ending przyniósł jeszcze więcej nagród i nominacji. The Phoenix Foundation otrzymali pięć nominacji do 2008 VNZMA (w kategoriach Singiel Roku dla piosenki „Bright Grey”, Najlepszy Zespół, Najlepszy Album Rockowy, Najlepszy Inżynier i Producent) spośród których otrzymali dwie Techniczne Nagrody. Obie powędrowały do Lee Prebble i jego studia The Surgery.
Buffalo, najświeższy album zespołu, był nominowany do 8 Tuis. Tym razem wygrali wszystkie trzy Techniczne Nagrody, które zostały ogłoszone 1 września 2010 roku: Najlepszy Producent (otrzymał zespół), Najlepszy Inżynier (Lee Prebble) oraz Najlepsza Okładka Albumu (Paul Johnson za Buffalo). 7 października 2010, The Phoenix Foundation wygrali NZ Music Award dla Najlepszego Zespołu (byli również nominowani w kategoriach Album Roku, Singiel Roku – piosenka „Buffalo”, Najlepszy Album Rockowy i Najlepszy Teledysk – dla Nathana Hickeya za teledysk Buffalo).
Ścieżka dźwiękowa zespołu nagrana do ostatniego filmu Taiki Waititi Boy zdobyła nagrodę Qantas Film and Television Awards 2010 za Najlepszą Oryginalną Muzykę do Filmu Fabularnego.

## Dyskografia

### Albumy
- Horsepower (2004)
- Pegasus (2005)
- Happy Ending (2007)
- Buffalo (2010)
- Fandango (2013)
- Give Up Your Dreams (GUYD) (2015)

### EP
- China Cove (2000)
- Merry Kriskmass (2009)
- The Do Son (2010)

### Ścieżki dźwiękowe
- Eagle vs Shark (2007)
- Boy (2010)